# Czerkaśka Łozowa
Czerkaśka Łozowa (ukr. Черкаська Лозова) – wieś na Ukrainie, w obwodzie charkowskim, w rejonie charkowskim, w hromadzie Mała Danyliwka. W 2001 liczyła 4186 mieszkańców.